# Майсурадзе, Темур
Темур Майсурадзе (груз. თემურ მაისურაძე; род. 24 июля 1959 года в посёлке Аспиндза) — грузинский учёный в области авиационных технологий. 
Академик Инженерной Академии Грузии.  Директор Научного Центра Природных Катастроф Грузинского Политехнического Университета; Доктор Делового Администрирования. Профессор   Университета Восточной Европы и Университета им. Григола Робакидзе. Член парламента Грузии 8-го созыва (2012—2016).

## Биография
Родился в п.г.т. Аспиндза (Аспиндзском районе края Самцхе-Джавахети Грузинской Республики).
С 1975 по 1990 год (с промежутками на получение образования) работал на Тбилисском авиационном производственном объединении, пройдя путь от слесаря-сборщика до позиции ведущего конструктора объединения.
В 1987 году окончил Харьковский авиационный институт им. Н. Е. Жуковского (ХАИ). В 1990 окончил Ростовский институт повышения квалификации.
Автор научных работ, монографий, 153 новации и изобретения в различных областях техники.
С 2012 член Парламента Грузии восьмого созыва, заместитель председателя Комитета по экономике и экономической политике Грузии, член Аграрного комитета, член Совета по науке и инновационной деятельности при премьер-министре Грузии. Эксперт ассоциации «Европейские исследования для инновационного развития Грузии».
В 2014 году окончил докторантуру Грузинского Университета им. Андрея Первозванного.